# Хабибулин, Музахид Махиянович
Музахид Махиянович Хабибулин (род. 2 сентября 1933 года, Пермь) — советский конькобежец; Участник Зимних Олимпийских игр 1964 года, бронзовый призёр чемпионата СССР (1964) в многоборье, бронзовый (1962 - 5000 м) призер чемпионата СССР, рекордсмен СССР в многоборье. Выступал за спортивное общество «Спартак» (Пермь). Мастер спорта СССР международного класса (1964).

## Биография
Музахид Хабибулин родился в Перми. С детства перепробовал многие виды спорта, но предпочтение отдавал в основном лёгкой атлетике, лыжам, велосипеду. После окончания школы в 1950 году поступил в Пермский сельскохозяйственный институт Начал заниматься коньками в 22-летнем  «зрелом» для спортсмена возрасте, учась на четвёртом курсе института, в 1955 году. Тренировался у легендарного тренера в Пермском крае - Галины Сергеевны Семеновой на пермском Центральном стадионе (ныне «Юность»). После окончания института работал в Горпроекте в должности инженера-геодезиста. 
Уже в 1956 году он участвовал в соревнованиях на приз им. Кирова. В сезоне 1957/1958 годов успешно выступал в региональных соревнованиях в Перми, Челябинске, Кировске. В 1959 году Музахид выполнил норматив мастера спорта и том же году, выступая на первенстве страны, на дистанции 5000 метров стал шестым, а на «десятке» – пятым. Тогда его пригласил в сборную команду страны старший тренер Константин Кудрявцев.
В 1960 году в Кирове Хабибулин на матче СССР - Швеция занял второе место в многоборье, а в Алма-Ате стал третьим на приз совета Министров Казахской ССР. Через год он выиграл "бронзу" в забеге на 5000 метров на чемпионате СССР в Горьком, а на чемпионате РСФСР выиграл 5000 метров и стал вторым на 10 000 метров. В марте 1963 года на 5-й зимней Спартакиаде профсоюзов СССР завоевал бронзовую медаль в сумме многоборья.
На Зимних Олимпийских играх в Инсбруке в 1964 году выступал на дистанции 5000 метров и занял 10-е место. Он стал первым уроженцем Прикамья, выступавшим на крупнейшем старте четырехлетия! В марте стал бронзовым призёром в многоборье на чемпионате СССР и на матче СССР - Швеция. Несколько лет ещё участвовал в соревнованиях и в 1969 году завершил карьеру спортсмена.
После игр-1964 был назначен преподавателем зимних видов спорта в Пермском педагогическом институте. 
В 1969 году стал старшим преподавателем кафедры зимних видов спорта педагогического института, где проработал 32 года. Также был старшим тренером Пермской области и председателем областной федерации конькобежного спорта, всю жизнь посвятил развитию скоростного бега на коньках!